# Priotelus
Priotelus G.R.Gray, 1840 è un genere di uccelli della famiglia Trogonidae.

## Tassonomia
Comprende due sole specie:
- Priotelus roseigaster (Vieillot, 1817), endemico di Hispaniola
- Priotelus temnurus (Temminck, 1825), endemico di Cuba